# Đảo Giáng Sinh
Lãnh thổ Đảo Giáng Sinh (tiếng Anh: Territory of Christmas Island) là một lãnh thổ bên ngoài của Úc bao gồm hòn đảo cùng tên. Nó nằm ở Ấn Độ Dương, cách Java và Sumatra của Indonesia khoảng 350 km (190 hải lý) về phía Nam và cách điểm gần nhất trên lục địa Úc khoảng 1.550 km (840 nmi) về phía Tây Bắc. Nó có diện tích 135 km2 (52 dặm vuông).
Đảo Giáng Sinh có dân số 1.692 người vào năm 2021, phần lớn sống ở các khu định cư ở rìa phía Bắc của hòn đảo. Khu định cư chính là Flying Fish Cove. Trong lịch sử, người Úc gốc Á, gồm có người Úc gốc Hoa, Mã Lai và người Úc gốc Ấn Độ chiếm đa số trong dân cứ trên đảo. Ngày nay, ước tính khoảng 2/3 dân số trên đảo là người gốc Hoa vùng eo biển (mặc dù chỉ 22,2% dân số tuyên bố có tổ tiên là người Hoa vào năm 2021), với số lượng đáng kể người Mã Lai và người Úc gốc Âu và số lượng nhỏ hơn người Ấn Độ vùng eo biển và người Á-Âu khác. Một số ngôn ngữ đang được sử dụng bao gồm tiếng Anh, tiếng Mã Lai và các phương ngữ khác nhau của tiếng Trung. Hồi giáo và Phật giáo là những tôn giáo lớn trên đảo. Câu hỏi về tôn giáo trong cuộc điều tra dân số ở Úc là không bắt buộc và 28% dân số không tuyên bố niềm tin tôn giáo của họ.
Người châu Âu đầu tiên nhìn thấy Đảo Christmas là Richard Rowe trên tàu Thomas vào năm 1615. Thuyền trưởng William Mynors đặt tên cho đảo này vào ngày Giáng sinh, ngày 25 tháng 12 năm 1643. Đảo này được định cư lần đầu tiên vào cuối thế kỷ XIX. Sự cô lập về mặt địa lý của Đảo Giáng sinh và lịch sử ít bị ảnh hưởng của con người đã dẫn đến mức độ đặc hữu cao trong hệ thực vật và động vật của đảo, điều này được các nhà khoa học và nhà tự nhiên học quan tâm. Phần lớn (63%) hòn đảo nằm trong Công viên Quốc gia Đảo Christmas, nơi có một số khu vực rừng gió mùa nguyên sinh. Phosphat, ban đầu được lắng đọng dưới dạng phân chim, đã được khai thác trên đảo từ năm 1899.

## Lịch sử
Hòn đảo được ghi nhận lần đầu bởi những nhà thám hiểm người Anh và Hà Lan vào đầu thế kỷ XVII, và được thuyền trưởng William Mynors đặt tên khi ông đặt chân lên đảo vào ngày Giáng sinh 25 tháng 12 năm 1643 trên chiếc tàu Royal Mary của công ty Đông Ấn. Tấm bản đồ đầu tiên xuất hiện Đảo Christmas được phát hành năm 1666 bởi Pieter Goos, trong đó Goos đặt tên cho đảo là Mony.
Chuyến viếng thăm sớm nhất được ghi lại là 3/1688 bởi William Dampier trên chiếc tàu Anh mang tên Cygnet. Ông đã phát hiện ra là không có cư dân của hòn đảo. Một tài khoản của chuyến thăm có thể được tìm thấy trong Voyages của Dampier, trong đó mô tả làm thế nào, khi cố gắng tiếp cận Cocos từ New Holland, con tàu của anh ta đã bị kéo ra khỏi hướng đông và sau 28 ngày đến đảo Christmas
(ven biển phía đông) và hai thuy thủ của ông là những người đầu tiên đặt chân lên đảo.
Chuyến viếng thăm kế tiếp là của Daniel Beekman, ông đã mô tả nó trong cuốn sách của ông viết 1718, A Voyage to and from the Island of Borneo, in the East Indies.

### Khám phá và sáp nhập
Nỗ lực khám phá hòn đảo đầu tiên là vào năm 1857 bởi thuỷ thủ đoàn của Tàu Amethyst. Họ cố gắng lên tới đỉnh núi cao nhất của hòn đảo nhưng nhận thấy những vách đá không thể vượt qua được. Trong chuyến thám hiểm của Tàu Challenger tới Indonesia năm 1872–1876, nhà tự nhiên học John Murrayđã tiến hành các cuộc khảo sát rộng rãi.
Năm 1886, Thuyền trưởng John Maclear của HMS Flying Fish, sau khi phát hiện ra một nơi neo đậu trong một vịnh mà ông đặt tên là "Flying Fish Cove", ông đã tổ chức một bữa tiệc ở đây và thực hiện một bộ sưu tập nhỏ về hệ thực vật và động vật. Vào năm tiếp theo, Pelham Aldrich, trên tàu HMS Egeria, đã đến thăm hòn đảo trong 10 ngày, cùng với J. J. Lister, người đã thu thập một bộ sưu tập sinh học và khoáng vật học lớn hơn. Trong số những tảng đá sau đó được lấy và nộp cho Murray để kiểm tra có nhiều loại Calci pyrophosphat gần như nguyên chất. Phát hiện này đã dẫn đến việc Vương quốc Anh sáp nhập hòn đảo vào ngày 6 tháng 6 năm 1888.

### Định cư và khai thác
Ngay sau đó, một khu định cư nhỏ được thành lập tại Flying Fish Cove bởi G. Clunies Ross, chủ sở hữu Quần đảo Cocos (Keeling) cách đó khoảng 900 km (560 mi) về phía Tây Nam, để thu thập gỗ và vật tư cho ngành công nghiệp đang phát triển trên Cocos. Năm 1897, hòn đảo được Charles W. Andrews đến thăm, ông đã thực hiện nghiên cứu sâu rộng về lịch sử tự nhiên của hòn đảo, thay mặt cho Bảo tàng Anh.
Việc khai thác phosphat bắt đầu vào năm 1899, bằng cách sử dụng các công nhân theo hợp đồng từ Singapore, Mã Lai thuộc Anh và Đại Thanh Quốc. John Davis Murray, một kỹ sư cơ khí và mới tốt nghiệp Đại học Purdue, được cử đến giám sát hoạt động thay mặt cho Công ty Vận tải và Khai thác Phosphat. Murray được mệnh danh là "Vua của Đảo Giáng sinh" cho đến năm 1910, khi ông kết hôn và định cư ở London.
Hòn đảo này được quản lý chung bởi các ủy viên Phosphat Anh và các quan chức quận từ Văn phòng Thuộc địa Vương quốc Anh thông qua Các khu định cư Eo biển, và sau đó là Thuộc địa Vương thất Singapore. Hunt (2011) cung cấp lịch sử chi tiết về lao động theo hợp đồng của người gốc Hoa trên đảo trong những năm đó. Năm 1922, các nhà khoa học cố gắng quan sát nhật thực vào cuối tháng 9 từ hòn đảo để kiểm tra thuyết tương đối của Albert Einstein nhưng không thành công.

### Cuộc xâm lược của Nhật Bản

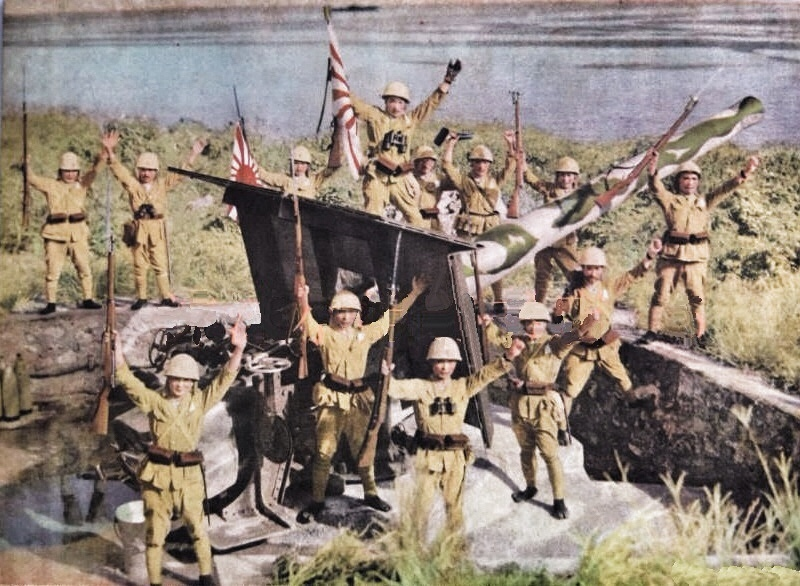
Quân đổ bộ Nhật Bản chiếm được khẩu pháo 6 inch trên đảo Giang Sinh năm 1942

Kể từ khi bùng nổ chiến tranh Đông Nam Á trong Thế chiến thứ hai vào tháng 12 năm 1941, Đảo Giáng Sinh là mục tiêu chiếm đóng của Đế quốc Nhật Bản vì nơi đây có trữ lượng phosphat dồi dào. Một khẩu pháo hải quân 6 inch được lắp đặt dưới sự chỉ huy của một sĩ quan Anh, 4 hạ sĩ quan (NCO) và 27 binh sĩ Ấn Độ. Cuộc tấn công đầu tiên được thực hiện vào ngày 20 tháng 1 năm 1942 bởi tàu ngầm I-59 của Nhật Bản, đã đánh chìm tàu chở hàng Eidsvold của Na Uy bằng ngư lôi. Con tàu trôi dạt và cuối cùng chìm ngoài khơi Bãi biển West White. Hầu hết nhân viên châu Âu và châu Á cùng gia đình của họ đã được sơ tán đến Perth, bang Tây Úc.
Cuối tháng 2 và đầu tháng 3 năm 1942, có hai đợt ném bom từ trên không. Cuộc pháo kích từ một nhóm hải quân Nhật Bản vào ngày 7 tháng 3 đã khiến sĩ quan quận treo cờ trắng. Nhưng sau khi nhóm hải quân Nhật Bản rời đi, sĩ quan Anh lại giương cờ Liên minh lên một lần nữa. Trong đêm 10–11 tháng 3, quân đội Ấn Độ nổi loạn, được tiếp tay bởi cảnh sát người Sikh, đã giết chết một sĩ quan và bốn NCO người Anh trong khu của họ khi họ đang ngủ. "Sau đó, tất cả người châu Âu trên đảo, bao gồm cả viên chức quận, người quản lý nó, đã bị người Ấn Độ tập trung lại và thông báo rằng họ sẽ bị xử bắn. Nhưng sau một cuộc thảo luận kéo dài giữa viên chức quận và những kẻ nổi loạn, vụ hành quyết bị hoãn lại và những người châu Âu bị giam giữ dưới sự bảo vệ có vũ trang trong nhà của sĩ quan quận".
Rạng sáng ngày 31 tháng 3 năm 1942, hàng chục máy bay ném bom của Nhật Bản tiến hành tấn công, phá hủy đài phát thanh. Cùng ngày hôm đó, một hạm đội gồm 9 tàu của Nhật Bản đã đến và hòn đảo bị bao vây. Khoảng 850 người thuộc Lực lượng Căn cứ Đặc biệt số 21 và 24 của Nhật Bản và Đơn vị Xây dựng số 102 đã đổ bộ lên Vịnh Flying Fish Cove và chiếm đóng hòn đảo. Họ tập hợp lực lượng lao động, hầu hết đã trốn vào rừng. Thiết bị đã bị phá hoại được sửa chữa và chuẩn bị tiếp tục khai thác và xuất khẩu phosphat. Chỉ còn lại 20 người từ Lực lượng Căn cứ Đặc biệt số 21 ở lại đồn trú.
Các hành động phá hoại riêng lẻ và đánh ngư lôi vào tàu chở hàng Nissei Maru tại bến cảng vào ngày 17 tháng 11 năm 1942 có nghĩa là chỉ một lượng nhỏ phosphat được xuất khẩu sang Nhật Bản trong thời gian chiếm đóng. Vào tháng 11 năm 1943, hơn 60% dân số trên đảo được sơ tán đến các trại tù Surabaya, khiến dân số chỉ còn dưới 500 người gốc Hoa và Mã Lai cùng 15 người Nhật Bản cố gắng sống sót tốt nhất có thể. Vào tháng 10 năm 1945, Tàu HMS Rother tái chiếm đảo Christmas.
Sau chiến tranh, bảy kẻ nổi loạn Ấn Độ đã bị Tòa án quân sự ở Singapore truy tìm và truy tố. Năm 1947, năm người trong số họ bị kết án tử hình. Tuy nhiên, theo lời trình bày của chính phủ mới độc lập của Ấn Độ, bản án của họ được giảm xuống mức hình phạt chung thân Lao động khổ sai.

### Chính quyền Úc tiếp quản
Theo yêu cầu của Úc, Vương quốc Anh đã chuyển giao chủ quyền đảo Giáng Sinh cho Úc, với khoản thanh toán 20 triệu đô la từ chính phủ Úc cho Singapore để đền bù cho việc mất thu nhập từ nguồn thu từ phốt phát. Đạo luật Đảo Giáng sinh của Vương quốc Anh được hoàng gia chấp thuận vào ngày 14 tháng 5 năm 1958, cho phép Anh chuyển giao quyền quản lý Đảo Giáng sinh từ Singapore sang Úc theo một mệnh lệnh trong hội đồng. Đạo luật Đảo Giáng sinh của Úc được thông qua vào tháng 9 năm 1958, và hòn đảo này chính thức được đặt dưới thẩm quyền của Khối Thịnh vượng chung Úc vào ngày 1 tháng 10 năm 1958.
Theo Quyết định của Nội các Khối thịnh vượng chung số 1573 ngày 9 tháng 9 năm 1958, D. E. Nickels được bổ nhiệm làm đại diện chính thức đầu tiên của lãnh thổ mới. Trong một tuyên bố truyền thông vào ngày 5 tháng 8 năm 1960, Bộ trưởng các vùng lãnh thổ, Paul Hasluck, đã nói, cùng với những điều khác, rằng, "Kiến thức sâu rộng của ông về tiếng Mã Lai và phong tục tập quán của người dân châu Á... đã được chứng minh là vô giá trong lễ khánh thành Chính quyền Úc... Trong hai năm sống trên đảo, ông đã phải đối mặt với những khó khăn không thể tránh khỏi... và không ngừng tìm cách thúc đẩy lợi ích của hòn đảo."
John William Stokes kế nhiệm Hasluck và phục vụ từ ngày 1 tháng 10 năm 1960 đến ngày 12 tháng 6 năm 1966. Khi ra đi, ông đã được mọi thành phần của cộng đồng đảo ca ngợi. Năm 1968, thư ký chính thức được bổ nhiệm làm quản trị viên và kể từ năm 1997, Đảo Christmas và Quần đảo Cocos (Keeling) cùng nhau được gọi là Lãnh thổ Ấn Độ Dương thuộc Úc và có chung một quản trị viên duy nhất cư trú trên Đảo Christmas.
Khu định cư Silver City được xây dựng vào những năm 1970, với những ngôi nhà bọc nhôm được cho là có khả năng chống lốc xoáy. Trận động đất và sóng thần ở Ấn Độ Dương năm 2004, có tâm ở bờ biển phía Tây Sumatra ở Indonesia, không gây thương vong, nhưng một số người bơi lội đã bị cuốn ra biển ở độ sâu 150 mét (490 ft) một thời gian trước khi bị cuốn trở lại.

### Người tị nạn và giam giữ người nhập cư

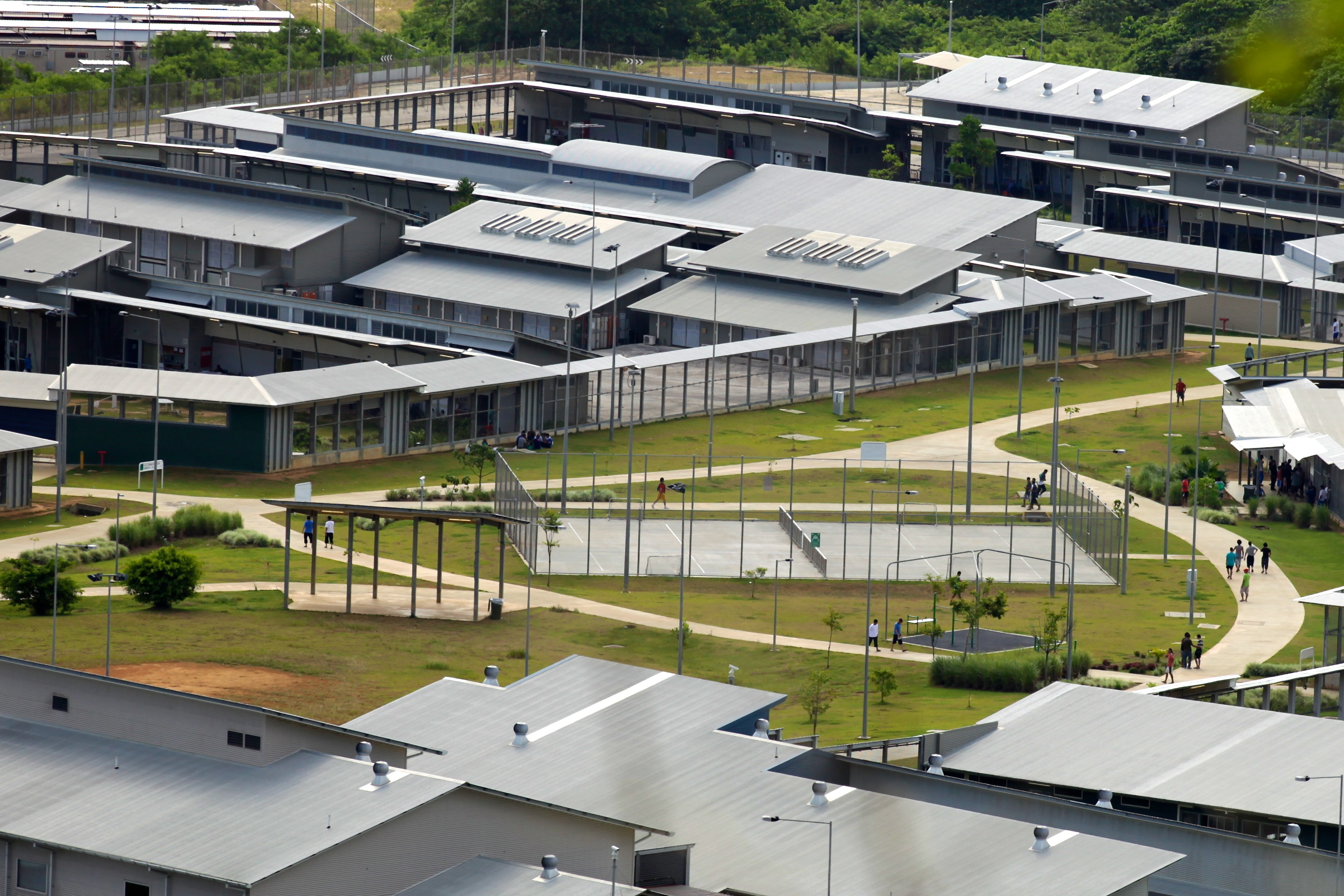
Trung tâm giam giữ người nhập cư

Từ cuối những năm 1980 và đầu những năm 1990, những chiếc thuyền chở người xin tị nạn, chủ yếu khởi hành từ Indonesia, bắt đầu cập bến của Đảo Giáng Sinh. Năm 2001, hòn đảo này là nơi xảy ra Vụ Tampa, trong đó chính phủ Úc đã ngăn chặn tàu MV Tampa của Na Uy cho 438 người tị nạn được giải cứu lên bờ. Sự bế tắc sau đó và những phản ứng chính trị liên quan ở Úc là một vấn đề lớn trong cuộc bầu cử liên bang Úc năm 2001.
Chính phủ Howard đã vận hành "Giải pháp Thái Bình Dương" từ năm 2001 đến năm 2007, tách Đảo Giáng Sinh ra khỏi khu vực di cư của Úc để những người xin tị nạn trên đảo không thể nộp đơn xin quy chế tị nạn. Những người xin tị nạn được chuyển từ Đảo Giáng Sinh đến Đảo Manus của Papua New Guinea và Đảo Nauru. Năm 2006, một trung tâm giam giữ người nhập cư với khoảng 800 giường đã được xây dựng trên đảo cho Bộ Di trú và Đa văn hóa. Ban đầu ước tính chi phí là 276 triệu đô la Úc, chi phí cuối cùng là hơn 400 triệu đô la. Năm 2007, Chính phủ Rudd đã cho ngừng hoạt động Trung tâm Xử lý Khu vực Manus và trung tâm giam giữ Nauru; quá trình xử lý sau đó sẽ diễn ra trên chính Đảo Giáng Sinh.
Vào tháng 12 năm 2010, 48 người tị nạn đã chết ngay ngoài khơi hòn đảo trong thảm họa thuyền trên Đảo Giáng Sinh khi thuyền của họ va vào những tảng đá gần Flying Fish Cove, và sau đó đập vào những vách đá gần đó. Trong vụ Nguyên đơn M61/2010E kiện Khối Thịnh vượng chung, Tòa án Tối cao Úc đã ra phán quyết, trong phán quyết chung 7–0, rằng những người xin tị nạn bị giam giữ trên Đảo Christmas có quyền được hưởng sự bảo vệ của Đạo luật Di cư 1958. Theo đó, Khối Thịnh vượng chung có nghĩa vụ phải cung cấp cho người xin tị nạn sự công bằng tối thiểu về mặt thủ tục khi đánh giá yêu cầu của họ. Tính đến ngày 20 tháng 6 năm 2013, sau khi chặn 4 chiếc thuyền chở 350 người trong 6 ngày, Cục Quản lý Nhập cư tuyên bố rằng có 2.960 "người đến bằng đường biển bất thường" đang bị giam giữ tại 5 cơ sở giam giữ trên đảo, vượt quá không chỉ "số lượng hoạt động thông thường về sức chứa" là 1.094 người, nhưng cũng có "khả năng dự phòng" là 2.724 người.
Trung tâm Tiếp nhận và Xử lý Nhập cư Đảo Giáng Sinh đóng cửa vào tháng 9 năm 2018. Chính phủ Morrison tuyên bố sẽ mở lại trung tâm vào tháng 2 năm sau, sau khi Quốc hội Úc thông qua luật giúp những người xin tị nạn bị bệnh được tiếp cận dễ dàng hơn với các bệnh viện ở đại lục. Trong những ngày đầu của Đại dịch COVID-19, chính phủ đã mở một phần của Trung tâm tiếp nhận và xử lý nhập cư để sử dụng làm cơ sở cách ly dành cho những công dân Úc đã từng ở Vũ Hán, điểm xuất phát của đại dịch.[46] Những người sơ tán đến nơi vào ngày 3 tháng 2. 14 ngày sau họ rời đi để về đất liền.

## Địa lý

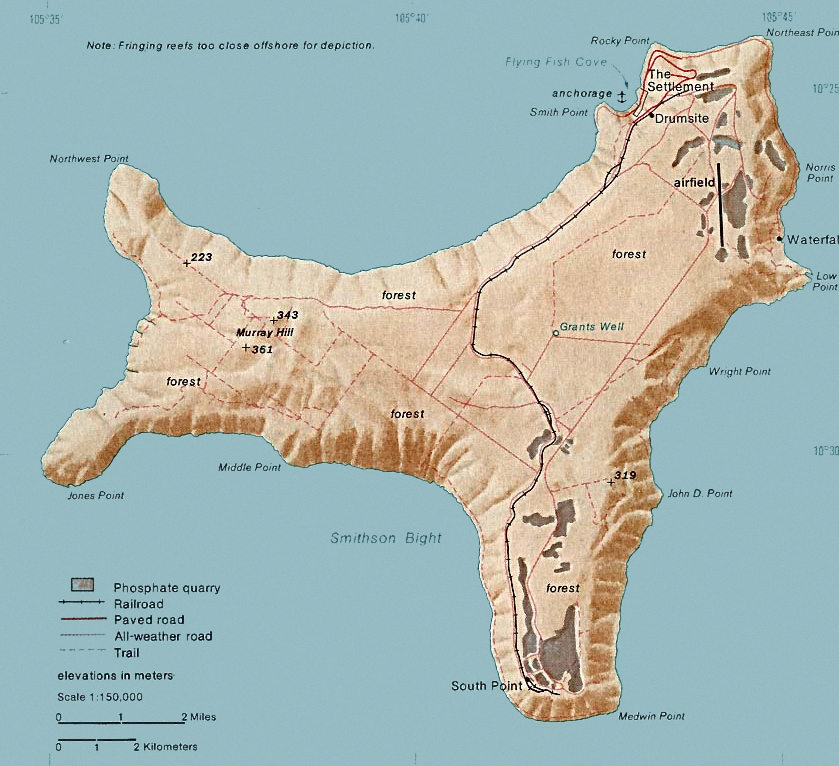
Bản đồ Đảo Christmas (1976)

Hòn đảo có chiều dài lớn nhất khoảng 19 km (12 mi) và chiều rộng 14,5 km (9,0 mi). Tổng diện tích đất liền là 135 km2 (52 dặm vuông Anh), với 138,9 km (86,3 mi) đường bờ biển. Những vách đá dựng đứng dọc theo phần lớn bờ biển đột ngột vươn lên thành cao nguyên trung tâm. Độ cao dao động từ mực nước biển đến 361 m (1.184 ft) tại Đồi Murray. Hòn đảo chủ yếu là rừng mưa nhiệt đới, 63% trong số đó là đất công viên quốc gia. Rạn san hô có viền hẹp bao quanh hòn đảo gây ra mối nguy hiểm hàng hải.
Đảo Giáng Sinh nằm cách Perth, Tây Úc 2.600 km (1.600 mi) về phía Tây Bắc, cách Indonesia 350 km (220 mi) về phía Nam, cách Quần đảo Cocos (Keeling) 975 km (606 mi) về phía Đông-Đông Bắc và 2.748 km (1.708 mi) phía Tây Darwin, Lãnh thổ phía Bắc. Điểm gần nhất của nó với lục địa Úc là 1.550 km (960 dặm) từ thị trấn Exmouth, Tây Úc.
Chỉ một số đoạn nhỏ của bờ biển có thể dễ dàng tiếp cận. Chu vi của hòn đảo bị chi phối bởi các vách đá sắc nhọn, khiến nhiều bãi biển trên đảo khó tiếp cận. Một số bãi biển dễ tiếp cận bao gồm Flying Fish Cove (bãi biển chính), Bãi biển Lily, Bãi biển Ethel và Bãi biển Isabel, trong khi những bãi biển khó tiếp cận hơn bao gồm Bãi biển Greta, Bãi biển Dolly, Bãi biển Winifred, Bãi biển Merrial và Bãi biển West White, tất cả đều yêu cầu một phương tiện dẫn động bốn bánh và đi bộ khó khăn qua khu rừng nhiệt đới rậm rạp.

### Công viên hải dương
Các rạn san hô gần quần đảo có san hô khỏe mạnh và là nơi sinh sống của nhiều loài sinh vật biển quý hiếm. Khu vực này, cùng với các rạn san hô thuộc Quần đảo Cocos (Keeling), được mô tả là "Quần đảo Galápagos của Úc".
Trong ngân sách năm 2021, Chính phủ Úc đã cam kết chi 39,1 triệu đô la Úc để xây dựng hai công viên biển mới ngoài khơi Đảo Christmas và Quần đảo Cocos (Keeling). Các công viên sẽ bao phủ diện tích lên tới 740.000 km2 (290.000 dặm vuông) vùng biển Australia. Sau nhiều tháng tham vấn với người dân địa phương, cả hai công viên đều được phê duyệt vào tháng 3 năm 2022, với tổng diện tích là 744.000 km2 (287.000 dặm vuông). Công viên sẽ giúp bảo vệ việc sinh sản của cá ngừ vây xanh khỏi những ngư dân quốc tế bất hợp pháp, nhưng người dân địa phương sẽ được phép đánh bắt bền vững ven bờ để có nguồn thức ăn.

### Địa chất học
Đảo núi lửa là đỉnh bằng phẳng của một ngọn núi dưới nước cao hơn 4.500 mét (14.800 ft), nhô lên từ độ sâu khoảng 4.200 m (13.780 ft) dưới mặt biển và chỉ khoảng 300 m (984 ft) phía trên nó. Ngọn núi ban đầu là một ngọn núi lửa và một số đá bazan lộ ra ở những nơi như The Dales và Bãi biển Dolly, nhưng phần lớn đá bề mặt là đá vôi tích tụ từ sự phát triển của san hô. Địa hình karst hỗ trợ nhiều hang động anchialine. Đỉnh của núi này được hình thành bởi sự nối tiếp nhau của đá vôi Phân đại Đệ Tam có độ tuổi từ Thế Eocen hoặc Thế Oligocen cho đến các trầm tích rạn san hô gần đây, với sự xen kẽ của đá núi lửa ở các lớp cũ hơn.

### Khí hậu
Đảo Giáng sinh nằm gần rìa phía Nam của vùng xích đạo. Nó có khí hậu nhiệt đới gió mùa (Köppen Am) và nhiệt độ thay đổi rất ít trong suốt cả năm. Nhiệt độ cao nhất thường vào khoảng 29 °C (84 °F) vào tháng 3 và tháng 4, trong khi nhiệt độ thấp nhất là 23 °C (73 °F) và xảy ra vào tháng 8. Có mùa khô từ tháng 7 đến tháng 10, thỉnh thoảng có mưa rào. Mùa mưa kéo dài từ tháng 11 đến tháng 6 và bao gồm gió mùa, với những trận mưa như trút nước vào những thời điểm ngẫu nhiên trong ngày. Bão nhiệt đới cũng xuất hiện vào mùa mưa, mang theo gió rất mạnh, mưa lớn, sóng và nước dâng do bão.
| Dữ liệu khí hậu của Sân bay Đảo Christmas (1991–2020 normals, extremes 1972–present) | Dữ liệu khí hậu của Sân bay Đảo Christmas (1991–2020 normals, extremes 1972–present) | Dữ liệu khí hậu của Sân bay Đảo Christmas (1991–2020 normals, extremes 1972–present) | Dữ liệu khí hậu của Sân bay Đảo Christmas (1991–2020 normals, extremes 1972–present) | Dữ liệu khí hậu của Sân bay Đảo Christmas (1991–2020 normals, extremes 1972–present) | Dữ liệu khí hậu của Sân bay Đảo Christmas (1991–2020 normals, extremes 1972–present) | Dữ liệu khí hậu của Sân bay Đảo Christmas (1991–2020 normals, extremes 1972–present) | Dữ liệu khí hậu của Sân bay Đảo Christmas (1991–2020 normals, extremes 1972–present) | Dữ liệu khí hậu của Sân bay Đảo Christmas (1991–2020 normals, extremes 1972–present) | Dữ liệu khí hậu của Sân bay Đảo Christmas (1991–2020 normals, extremes 1972–present) | Dữ liệu khí hậu của Sân bay Đảo Christmas (1991–2020 normals, extremes 1972–present) | Dữ liệu khí hậu của Sân bay Đảo Christmas (1991–2020 normals, extremes 1972–present) | Dữ liệu khí hậu của Sân bay Đảo Christmas (1991–2020 normals, extremes 1972–present) | Dữ liệu khí hậu của Sân bay Đảo Christmas (1991–2020 normals, extremes 1972–present) |
| Tháng                                                                                | 1                                                                                    | 2                                                                                    | 3                                                                                    | 4                                                                                    | 5                                                                                    | 6                                                                                    | 7                                                                                    | 8                                                                                    | 9                                                                                    | 10                                                                                   | 11                                                                                   | 12                                                                                   | Năm                                                                                  |
| ------------------------------------------------------------------------------------ | ------------------------------------------------------------------------------------ | ------------------------------------------------------------------------------------ | ------------------------------------------------------------------------------------ | ------------------------------------------------------------------------------------ | ------------------------------------------------------------------------------------ | ------------------------------------------------------------------------------------ | ------------------------------------------------------------------------------------ | ------------------------------------------------------------------------------------ | ------------------------------------------------------------------------------------ | ------------------------------------------------------------------------------------ | ------------------------------------------------------------------------------------ | ------------------------------------------------------------------------------------ | ------------------------------------------------------------------------------------ |
| Cao kỉ lục °C (°F)                                                                   | 31.4 (88.5)                                                                          | 31.5 (88.7)                                                                          | 31.5 (88.7)                                                                          | 31.4 (88.5)                                                                          | 30.7 (87.3)                                                                          | 29.8 (85.6)                                                                          | 29.3 (84.7)                                                                          | 29.5 (85.1)                                                                          | 30.9 (87.6)                                                                          | 31.4 (88.5)                                                                          | 31.8 (89.2)                                                                          | 31.2 (88.2)                                                                          | 31.8 (89.2)                                                                          |
| Trung bình ngày tối đa °C (°F)                                                       | 28.1 (82.6)                                                                          | 28.1 (82.6)                                                                          | 28.3 (82.9)                                                                          | 28.3 (82.9)                                                                          | 27.9 (82.2)                                                                          | 27.1 (80.8)                                                                          | 26.2 (79.2)                                                                          | 26.1 (79.0)                                                                          | 26.2 (79.2)                                                                          | 26.9 (80.4)                                                                          | 27.4 (81.3)                                                                          | 27.8 (82.0)                                                                          | 27.4 (81.3)                                                                          |
| Trung bình ngày °C (°F)                                                              | 25.5 (77.9)                                                                          | 25.6 (78.1)                                                                          | 25.8 (78.4)                                                                          | 26.0 (78.8)                                                                          | 26.0 (78.8)                                                                          | 25.3 (77.5)                                                                          | 24.5 (76.1)                                                                          | 24.2 (75.6)                                                                          | 24.3 (75.7)                                                                          | 24.9 (76.8)                                                                          | 25.3 (77.5)                                                                          | 25.3 (77.5)                                                                          | 25.2 (77.4)                                                                          |
| Tối thiểu trung bình ngày °C (°F)                                                    | 22.9 (73.2)                                                                          | 23.0 (73.4)                                                                          | 23.3 (73.9)                                                                          | 23.7 (74.7)                                                                          | 24.0 (75.2)                                                                          | 23.5 (74.3)                                                                          | 22.7 (72.9)                                                                          | 22.3 (72.1)                                                                          | 22.3 (72.1)                                                                          | 22.8 (73.0)                                                                          | 23.1 (73.6)                                                                          | 22.8 (73.0)                                                                          | 23.0 (73.4)                                                                          |
| Thấp kỉ lục °C (°F)                                                                  | 18.8 (65.8)                                                                          | 18.4 (65.1)                                                                          | 18.6 (65.5)                                                                          | 18.3 (64.9)                                                                          | 19.3 (66.7)                                                                          | 18.3 (64.9)                                                                          | 16.2 (61.2)                                                                          | 17.7 (63.9)                                                                          | 16.7 (62.1)                                                                          | 18.2 (64.8)                                                                          | 18.0 (64.4)                                                                          | 17.1 (62.8)                                                                          | 16.2 (61.2)                                                                          |
| Lượng mưa trung bình mm (inches)                                                     | 280.6 (11.05)                                                                        | 353.7 (13.93)                                                                        | 321.5 (12.66)                                                                        | 244.2 (9.61)                                                                         | 180.1 (7.09)                                                                         | 171.7 (6.76)                                                                         | 97.2 (3.83)                                                                          | 38.5 (1.52)                                                                          | 45.4 (1.79)                                                                          | 61.9 (2.44)                                                                          | 150.0 (5.91)                                                                         | 216.5 (8.52)                                                                         | 2.147,8 (84.56)                                                                      |
| Số ngày mưa trung bình (≥ 1 mm)                                                      | 15.1                                                                                 | 16.9                                                                                 | 17.8                                                                                 | 15.0                                                                                 | 10.7                                                                                 | 10.2                                                                                 | 8.1                                                                                  | 6.1                                                                                  | 4.2                                                                                  | 4.2                                                                                  | 7.4                                                                                  | 11.8                                                                                 | 127.5                                                                                |
| Độ ẩm tương đối trung bình buổi chiều (%)                                            | 79                                                                                   | 83                                                                                   | 82                                                                                   | 83                                                                                   | 81                                                                                   | 81                                                                                   | 81                                                                                   | 79                                                                                   | 80                                                                                   | 79                                                                                   | 79                                                                                   | 78                                                                                   | 80                                                                                   |
| Nguồn: Bureau of Meteorology                                                         |                                                                                      |                                                                                      |                                                                                      |                                                                                      |                                                                                      |                                                                                      |                                                                                      |                                                                                      |                                                                                      |                                                                                      |                                                                                      |                                                                                      |                                                                                      |

## Kinh tế
Khai thác phosphat từng là hoạt động kinh tế quan trọng duy nhất trên đảo, nhưng vào tháng 12 năm 1987, chính phủ Úc đã đóng cửa mỏ. Năm 1991, mỏ được Phosphate Resources Limited mở cửa trở lại, một tập đoàn bao gồm nhiều công nhân mỏ trước đây làm cổ đông và là công ty đóng góp lớn nhất cho nền kinh tế Đảo Giáng sinh.
Với sự hỗ trợ của chính phủ, Sòng bạc và Khu nghỉ dưỡng Đảo Christmas trị giá 34 triệu USD mở cửa vào năm 1993 nhưng đóng cửa vào năm 1998. Tính đến năm 2011, khu nghỉ dưỡng đã mở cửa trở lại mà không có sòng bạc.
Chính phủ Úc năm 2001 đã đồng ý hỗ trợ xây dựng một sân bay vũ trụ thương mại trên đảo; tuy nhiên, việc này vẫn chưa được xây dựng và có vẻ như nó sẽ không được tiếp tục. Chính phủ John Howard đã xây dựng một trung tâm giam giữ người nhập cư tạm thời trên đảo vào năm 2001 và lên kế hoạch thay thế nó bằng một cơ sở lớn hơn, hiện đại hơn tại North West Point cho đến khi Howard thất bại trong cuộc bầu cử năm 2007.

## Giáo dục
Nhà trẻ do hòn đảo điều hành nằm trong Trung tâm Giải trí. Trường trung học quận Christmas Island, phục vụ học sinh từ lớp P-12, do Bộ Giáo dục (Tây Úc) điều hành. Không có trường đại học trên đảo Giáng sinh. Hòn đảo có một thư viện công cộng.

## Giao thông vận tải
Một cảng container tồn tại ở Flying Fish Cove với một điểm dỡ container thay thế ở phía Đông hòn đảo tại Norris Point, dự định sử dụng trong "mùa nước dâng" từ tháng 12 đến tháng 3 khi biển động. Khổ tiêu chuẩn dài 18 km (11 mi) Đường sắt của Công ty Phosphat Đảo Christmas từ Flying Fish Cove đến mỏ phosphat được xây dựng vào năm 1914. Nó bị đóng cửa vào tháng 12 năm 1987, khi chính phủ Úc đóng cửa mỏ và kể từ đó đã được phục hồi như phế liệu, chỉ để lại công việc đào đất ở nhiều nơi.
Virgin Australia cung cấp hai chuyến bay hàng tuần đến Sân bay Đảo Christmas từ Perth, Tây Úc. Chuyến bay chở hàng hai tuần một lần cung cấp nguồn cung cấp thực phẩm tươi sống cho hòn đảo. Xe cho thuê có sẵn từ sân bay, tuy nhiên không có công ty nhượng quyền nào được đại diện. Dịch vụ Taxi CI cũng hoạt động hầu hết các ngày. Do thiếu 3G hoặc 4G, nhà điều hành taxi duy nhất của hòn đảo không thể đáp ứng yêu cầu lắp đặt đồng hồ điện tử do Sở Giao thông Vận tải WA đưa ra và nhà điều hành này buộc phải đóng cửa vào cuối tháng 6 năm 2019. Mạng lưới đường bộ bao phủ hầu hết hòn đảo và nhìn chung có chất lượng tốt, mặc dù cần có phương tiện dẫn động bốn bánh để đến một số khu vực xa hơn của rừng nhiệt đới hoặc những bãi biển biệt lập hơn trên những con đường đất gồ ghề.

## Nhân chủng học
Tổ tiên cư dân trên đảo Christmas' (2021)

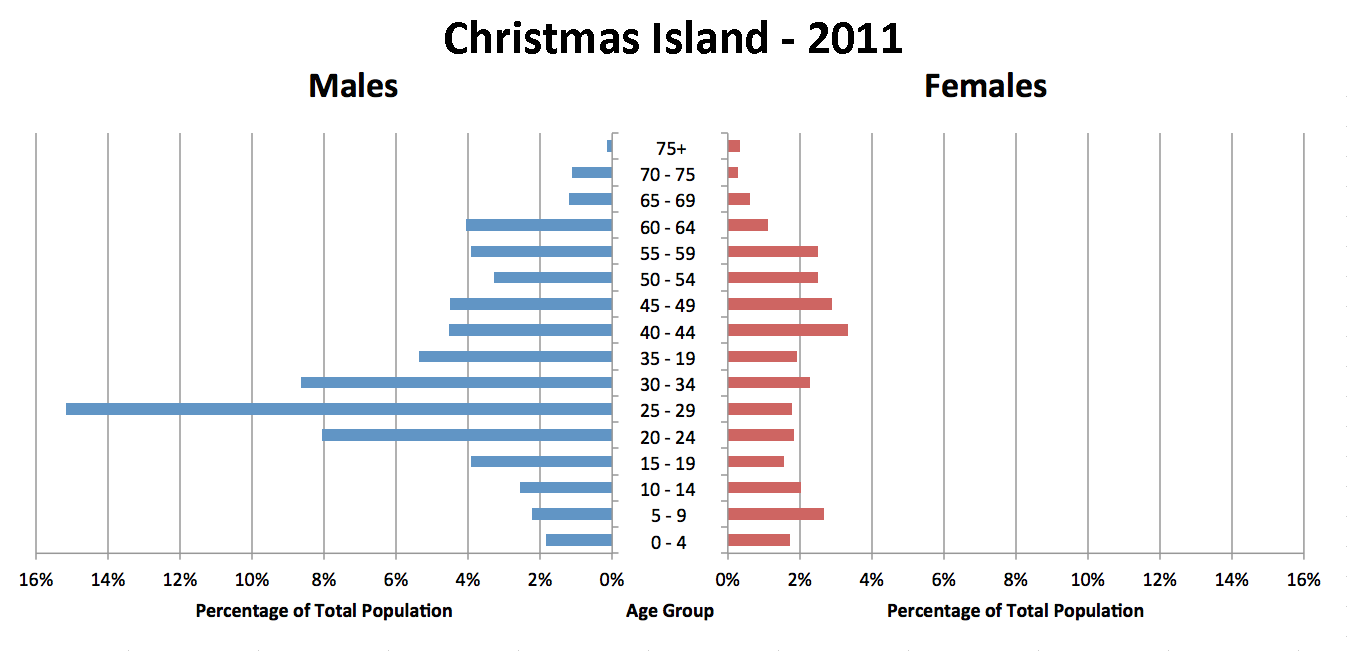
Tháp dân số Đảo Christmas, từ cuộc điều tra dân số năm 2011, cho thấy tỷ lệ nam nhiều hơn nữ.

Theo điều tra dân số Úc năm 2021, dân số của Đảo Giáng Sinh là 1.843 người. 22,2% dân số có tổ tiên là người Hoa (tăng từ 18,3% năm 2001), 17,0% có nguồn gốc chung là người Úc (11,7% năm 2001), 16,1% có tổ tiên Mã Lai (9,3% năm 2001), 12,5% có tổ tiên là người Anh (8,9%). vào năm 2001), và 3,8% dân số là người gốc Indonesia. Tính đến năm 2021, hầu hết là những người sinh ra ở Đảo Giáng Sinh và nhiều người gốc Hoa và Mã Lai. 40,8% dân số sinh ra ở Úc. Quốc gia sinh ra phổ biến tiếp theo là Malaysia với 18,6%. 29,3% dân số nói tiếng Anh như ngôn ngữ gia đình của họ, trong khi 18,4% nói tiếng Mã Lai, 13,9% nói tiếng Trung Quốc, 3,7% tiếng Quảng Đông và 2,1% tiếng Mân Nam (Minnan). Ngoài ra, còn có một số lượng nhỏ người bản địa là người Ấn Độ gốc Malaysia và người Á-Âu.
Cuộc điều tra dân số Úc năm 2016 ghi nhận dân số Đảo Giáng sinh là 40,5% nữ và 59,5% nam, trong khi năm 2011 con số này là 29,3% nữ và 70,7% nam. Ngược lại, số liệu năm 2021 của toàn nước Úc là 50,7% nữ, 49,3% nam. Kể từ năm 1998, trên đảo không có quy định nào về sinh con; các bà mẹ tương lai sẽ đến lục địa Úc khoảng một tháng trước ngày dự sinh để sinh con.

### Dân tộc
Trong lịch sử, phần lớn người dân đảo Giáng sinh là người gốc Hoa, Mã Lai và Ấn Độ, những người định cư lâu dài ban đầu. Ngày nay, phần lớn cư dân là người Hoa, với số lượng đáng kể là người Úc gốc Âu và người Mã Lai cũng như các cộng đồng người Ấn Độ và Á-Âu nhỏ hơn. Kể từ đầu thế kỷ 21 và cho đến nay, người châu Âu chủ yếu tập trung ở Khu định cư, nơi có một siêu thị nhỏ và một số nhà hàng; người Mã Lai sống ở Flying Fish Cove, còn gọi là Kampong; và người Hoa cư trú tại Poon Saan (tiếng Quảng Đông có nghĩa là "ở giữa ngọn đồi").

### Ngôn ngữ
Theo những cuộc điều tra, ngôn ngữ chính được sử dụng ở nhà trên Đảo Giáng Sinh là tiếng Anh (28%), tiếng Quan Thoại (17%), tiếng Mã Lai (17%), với số lượng người nói tiếng Quảng Đông (4%) và tiếng Phúc Kiến (2%) ít hơn. 27% không chỉ định ngôn ngữ. Nếu kết quả khảo sát mang tính đại diện thì khoảng 38% nói tiếng Anh, 24% nói tiếng Quan Thoại, 23% nói tiếng Mã Lai và 5% nói tiếng Quảng Đông.
| Tôn giáo       | 2011  | 2016  | 2021  |
| -------------- | ----- | ----- | ----- |
| Không cung cấp | 48.4% | 38.4% | 26.7% |
| Hồi giáo       | 14.8% | 19.4% | 22.1% |
| Không tôn giáo | 9.2%  | 15.2% | 19.7% |
| Phật giáo      | 16.8% | 18.1% | 15.2% |
| Công giáo      | 10.8% | 8.9%  | 7.3%  |

### Tôn giáo
Tôn giáo trên Đảo Christmas (est.2016)

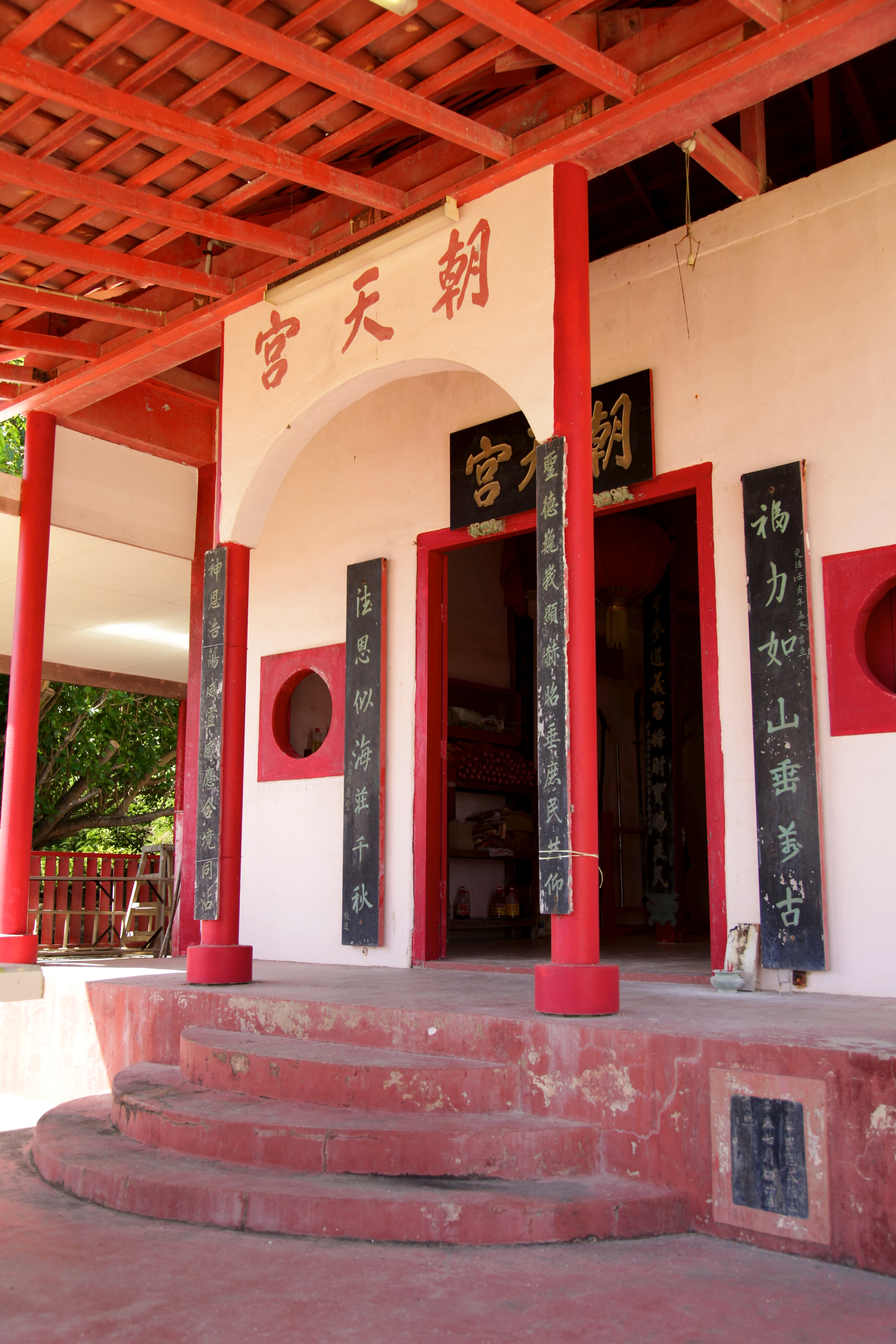
A Taoist temple

Năm 2016, dân số được ước tính là Không xác định 27,7%, Hồi giáo 19,4%, Phật giáo 18,3%, Không 15,3%, Công giáo La Mã 8,8%, Anh giáo 3,6%, Giáo hội Thống nhất 1,2%, Tin lành khác 1,7%, Kitô giáo khác 3,3% và khác tôn giáo 0,6%
Tín ngưỡng tôn giáo rất đa dạng và bao gồm Phật giáo, Đạo giáo, Kitô giáo, Hồi giáo và Nho giáo. Có một nhà thờ Hồi giáo, một nhà thờ Thiên chúa giáo, một trung tâm Baháʼí và khoảng 20 ngôi chùa và đền thờ Trung Quốc, bao gồm bảy ngôi chùa Phật giáo (như Tu viện Quan Âm (观音寺) tại Đường Gaze), mười ngôi đền Đạo giáo (như Soon Tian Kong (顺天宫) ) ở South Point và Grants Well Guan Di Temple) và các đền thờ dành riêng cho Na Tuk Kong hoặc Datuk Keramat trên đảo.  Có nhiều lễ hội tôn giáo như Tết Trung Quốc, Lễ hội đèn lồng, Lễ hội Thanh minh, Vu-lan, Eid al-Fitr, Lễ Giáng sinh và Lễ Phục sinh.

## Hình ảnh

Bản đồ năm 1976
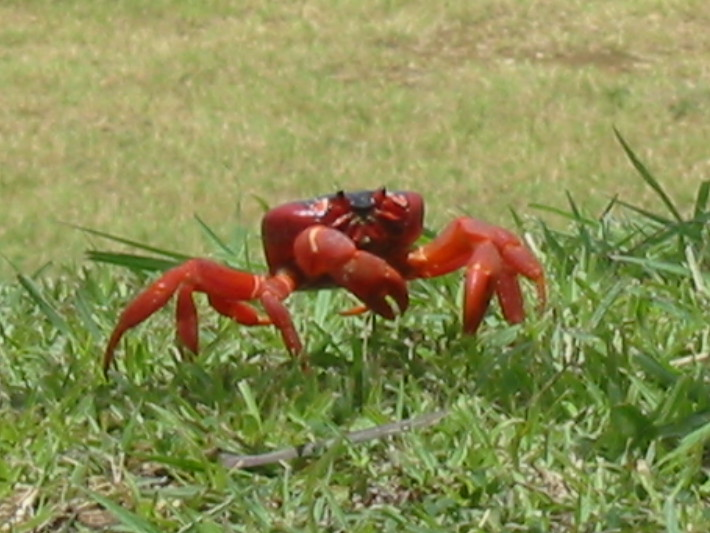
Cua đỏ đảo Giáng sinh Gecarcoidea natalis
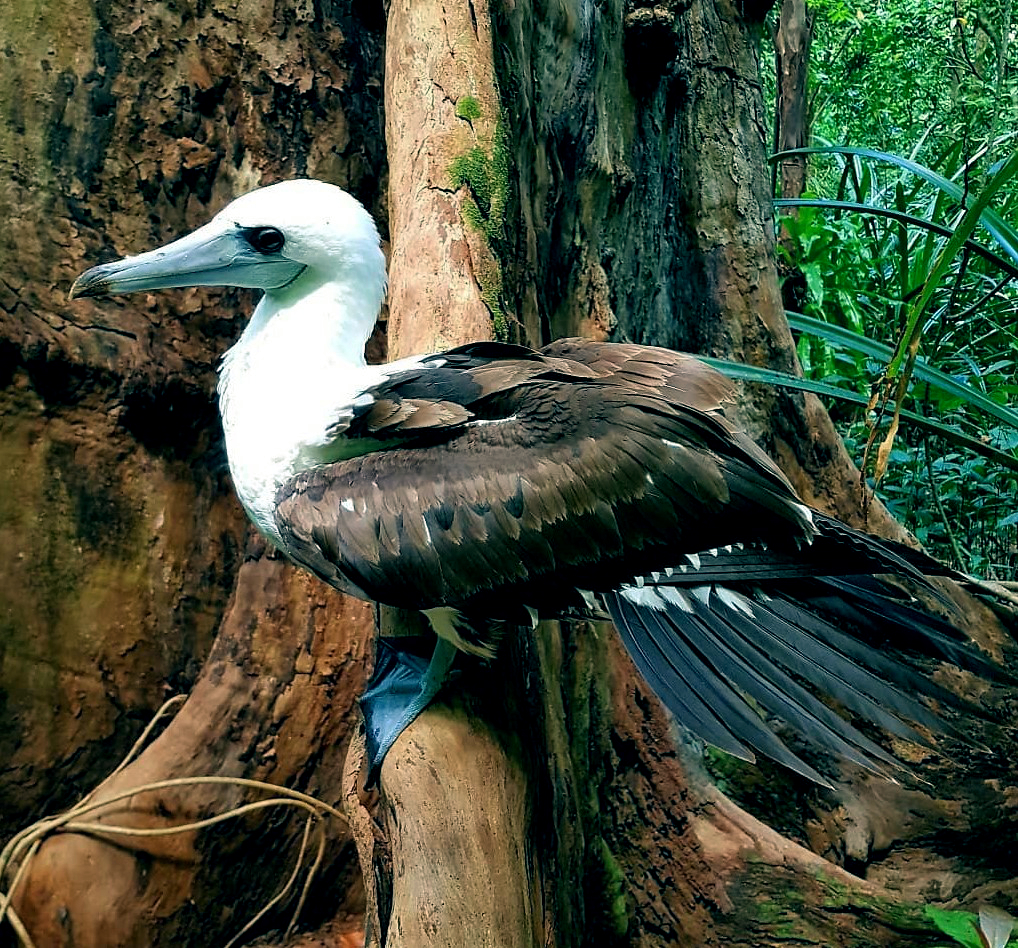
Chim điên